# Charles Nicolas Fraas
Pour les articles homonymes, voir Fraas.
Charles Nicolas Fraas (en allemand : Karl Nikolas Fraas), né le 8 septembre 1810 à Rattelsdorf en royaume de Bavière et mort le 10 novembre 1875 à Munich, est un ingénieur agronome et botaniste bavarois.

## Biographie
Après des études secondaires à Bamberg Charles Nicolas Fraas intégra l'université de Munich en 1830 et obtint un doctorat en botanique en 1834. En 1835, il se rendit en Grèce où il fut nommé directeur au jardin national d'Athènes. En avril 1836, il fut nommé professeur de botanique à l'université d'Athènes. En 1842, il fut nommé professeur à l'école centrale d'agriculture de Schleißheim. En 1847,il devint professeur d'économie agricole à l'université de Munich. En 1852, il fut professeur et directeur de l'université Louis-et-Maximilien de Munich.
Durant de nombreuses années, il présida la Société d'agriculture de Bavière.

## Publications
Charles Nicolas Fraas publia de nombreux travaux de recherches.
- Synopsis plantarum florae classicae, oder: Uebersichtliche Darstellung der in den klassischen Schriften der Griechen und Römer vorkommenden Pflanzen, nach autoptischer Untersuchung im Florengebiete entworfen und nach Synonymen geordnet. München, Fleischmann, 1845 en ligne sur BHL ; 2e éd., Berlin, Calvary, 1870.
- Klima und Pflanzenwelt in der Zeit (Landshut, 1847);
- Historisch-encyklopädischer Grundriß der Landwirthschaftslehre (Stuttgart, 1848);
- Geschichte der Landwirthschaft (Prague, 1851);
- Die Schule des Landbaues (Munich, 1852);
- Baierns Rinderrassen (Munich, 1853);
- Die künstliche Fischerzeugung (Munich, 1854);
- Die Natur der Landwirthschaft (Munich, 1857);
- Buch der Natur fur Landwirthe (Munich, 1860);
- Die Ackerbaukrisen und ihre Heilmittel (Munich, 1866);
- Das Wurzelleben der Cultur-pflanzen (Berlin, 1872);
- Geschichte der Landbau und Forstwissenschaft seit dem 16 Jahrh. (Munich, 1865).

## Karl Marx cite Fraas
Karl Marx s'intéressa aux travaux de Fraas. Il écrivit une lettre à Engels le 28 mars 1868 dans laquelle il lui parle  de son livre "Klima und Pflanzenwelt in der Zeit" et notamment de l'évolution des plantes à travers les âges. Marx compare Fraas à Charles Darwin en écrivant à Engels « un Darwiniste avant Darwin ».